# ZMC-2
ZMC-2 — американский цельнометаллический дирижабль. Единственный успешный дирижабль, изготовленный из металла. Объём оболочки судна — 5720 м³.

## Описание
ZMC-2 был построен американской компанией «Aircraft Development Corporation». Газонепроницаемая оболочка корабля собиралась из дюралюминиевых листов толщиной 0,2 мм. Несущий газ дирижабля — гелий. Первый полёт ZMC-2 совершил 19 августа 1929 года, всего он эксплуатировался около 10 лет. ZMC-2 эксплуатировался в щадящем режиме, однако выполнил 752 полёта, общей продолжительностью 2265 лётных часов. В отличие от проекта Циолковского ZMC-2 был построен не из стали, а из лёгкого алюминия и алюминиевых сплавов. ZMC-2 имел 8 стабилизаторов, 4 из которых были также рулями. Гондола вмещала трёх членов экипажа и одного-двух пассажиров.
Эксплуатация корабля инновационной конструкции показала его большую надёжность.
В 1941 году ZMC-2 был разобран на металлолом.

## Галерея

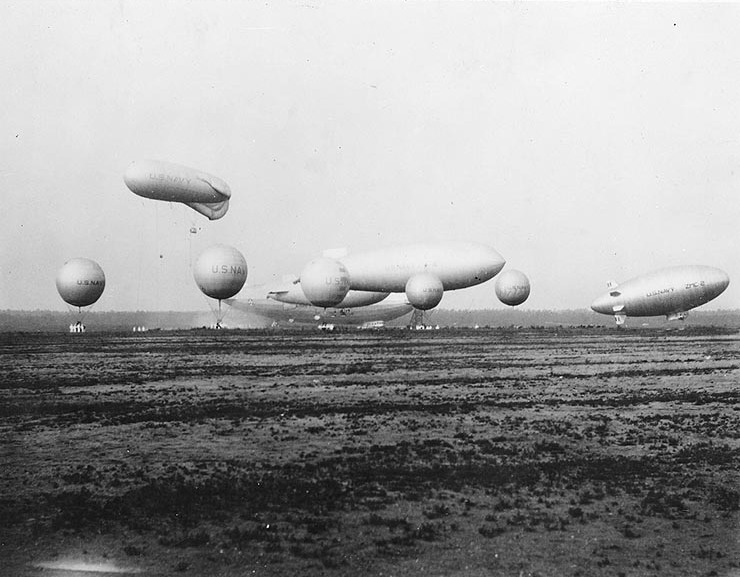
Крайний справа — дирижабль ZMC-2
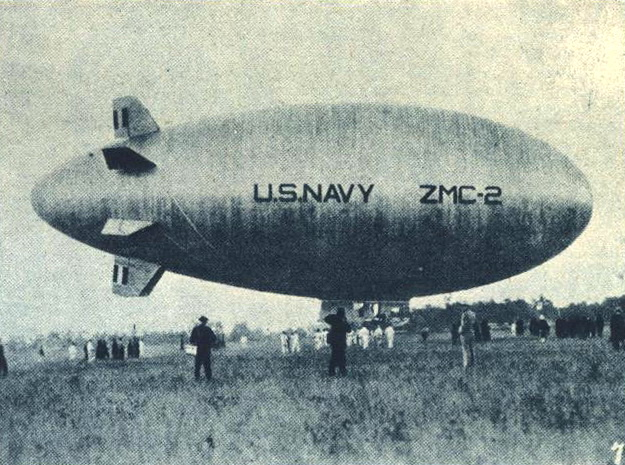